# Liste der Stolpersteine in Blankenburg (Harz)
Die Liste der Stolpersteine in Blankenburg (Harz) enthält alle Stolpersteine, die im Rahmen des gleichnamigen Kunst-Projekts von Gunter Demnig in Blankenburg (Harz) verlegt wurden. Mit ihnen soll der Opfer des Nationalsozialismus gedacht werden, die in Blankenburg lebten und wirkten. Bei einer Verlegung am 8. Dezember 2019 wurden insgesamt zwölf Stolpersteine an sieben Adressen verlegt.

## Verlegungen
- 8. Dezember 2019: zwölf Steine an sieben Adressen. Die Verlegung der Steine erfolgte auf eine Initiative von Christa Grimme.[2][3]

## Liste der Stolpersteine
| Adresse                           | Datum der Verlegung | Person | Inschrift | Bild                                                                            | Bild des Hauses                                                       |
| --------------------------------- | ------------------- | --- | --- | ------------------------------------------------------------------------------- | --------------------------------------------------------------------- |
| Herzogstraße 16A ·                | 8. Dez. 2019        | Anna Louise Ewh geb. Lazard (1875–1944) wurde am 10. April 1875 in Saarbrücken geboren. Am 11. Januar 1944 wurde sie ab Hannover mit dem Transport VIII/3, Nr. 19 in das Ghetto Theresienstadt deportiert, wo sie am 3. August 1944 starb. Sie war die Witwe des Arztes Hans Hermann Ewh, mit dem sie seit 1897 die Tochter Ännie hatte. | Hier wohnte ANNA LOUISE EWH geb. Lazard JG 1875 deportiert 1944 Theresienstadt ermordet 3.8.1944                                    | Blankenburg (Harz), Herzogstraße 16, Stolperstein Anna Louise Ewh               | Blankenburg (Harz), Herzogstraße 16, Stolpersteinlage                 |
| Löbbeckestraße 1 ·                | 8. Dez. 2019        | Conrad Hesse (?–?) war Eisenwarenhändler in Blankenburg. | Hier wohnte und arbeitete CONRAD HESSE Geschäft arisiert Schicksal unbekannt Unterlagen vernichtet                                  | Blankenburg (Harz), Löbbeckestraße 1, Stolperstein Conrad Hesse                 | Blankenburg (Harz), Löbbeckestraße 1, Stolpersteinlage                |
| Markt 1 ·                         | 8. Dez. 2019        | Alexander Meyer (?–?) war bis 1939 Inhaber eines Bekleidungshauses in Blankenburg. | Hier wohnte ALEXANDER MEYER ′Schutzhaft’ 1938 Buchenwald mit Hilfe überlebt                                                         | Blankenburg (Harz), Markt 1, Stolperstein Alexander Meyer 2                     | Blankenburg (Harz), Markt 1, Stolpersteinlage                         |
| Markt 5 ·                         | 8. Dez. 2019        | Moritz Westfeld (1868–1943) wurde am 23. Oktober 1868 in Hausberge geboren. Am 23. Juli 1942 wurde er mit Transport Nr. VIII/1-222 in das Ghetto Theresienstadt deportiert, wo er am 16. Januar 1943 starb. | Hier wohnte MORITZ WESTFELD Jg. 1868 deportiert 1942 Theresienstadt ermordet 16.1.1943                                              | Blankenburg (Harz), Markt 5, Stolperstein Moritz Westfeld                       | Blankenburg (Harz), Markt 5, Stolpersteinlage 1                       |
| Markt 5 ·                         | 8. Dez. 2019        | Thea Westfeld (1899–1944) wurde am 7. Januar 1899 in Halberstadt geboren. Am 15. Dezember 1941 wurde sie ab Hannover in das Ghetto Riga deportiert und von dort am 9. August 1944 in das Konzentrationslager Stutthof verlegt, wo sie am 25. November 1944 starb.                                                                        | Hier wohnte THEA WESTFELD Jg. 1899 deportiert 1941 Riga 1944 Stutthof ermordet 25.11.1944                                           | Blankenburg (Harz), Markt 5, Stolperstein Thea Westfeld                         | Blankenburg (Harz), Markt 5, Stolpersteinlage 1                       |
| Markt 5 ·                         | 8. Dez. 2019        | Ida Westfeld (1901–?) wurde am 13. Mai 1901 in Halberstadt geboren und später verheiratete Ladewig. Sie starb am 30. Januar 1945 in Braunschweig und wurde auf dem Hauptfriedhof bestattet. | Hier wohnte IDA WESTFELD Jg. 1901 deportiert 1944 Schicksal unbekannt Unterlagen vernichtet                                         | Blankenburg (Harz), Markt 5, Stolperstein Ida Westfeld                          | Blankenburg (Harz), Markt 5, Stolpersteinlage 1                       |
| Roh 2 ·                           | 8. Dez. 2019        | Margarete Herz (1872–1947) wurde 1872 in Halberstadt geboren. Sie arbeitete als Dentistin in Bonn, zog 1918 nach Bad Sachsa, wo sie bis 1928 blieb, und eröffnete danach in Blankenburg ein Reformhaus und eine vegetarische Gaststätte. 1938 flüchtete sie über Frankreich in die USA, wo sie 1947 verstarb.                            | Hier wohnte MARGARETE HERZ Jg. 1872 Flucht 1938 USA                                                                                 | Blankenburg (Harz), Ruh 2, Stolperstein Margarete Herz                          | Blankenburg (Harz), Ruh 2                                             |
| Roh 2 ·                           | 8. Dez. 2019        | Lina Herz (1878–1934) | Hier wohnte LINA HERZ Jg. 1878 verhaftet 1933 Gefängnis Blankenburg entlassen 1933 tot 7.4.1934                                     | Blankenburg (Harz), Ruh 2, Stolperstein Lina Herz                               | Blankenburg (Harz), Ruh 2                                             |
| Roh 5a ·                          | 8. Dez. 2019        | Siegfried Sokolowski (1884–?) wurde am 25. Februar 1884 in Września geboren. Er war Rechtsanwalt und als Direktor der Harzer Werke in Blankenburg tätig. Am 25. Februar 1945 wurde er mit Transport VIII/5 in das Ghetto Theresienstadt deportiert.                                                                                      | Hier wohnte SIEGFRIED SOKOLOWSKI Jg. 1884 ′Schutzhaft′ 1938 Buchenwald 1944 Lager Wendefurth deportiert 1945 Theresienstadt befreit | Blankenburg (Harz), Ruh 5a, Stolperstein Siegfried Sokolowski                   | Blankenburg (Harz), Ruh 5a                                            |
| Tränkestr. 21 Ecke Lange Straße · | 8. Dez. 2019        | Jack Crohn (1865–?) betrieb ein Modegeschäft an der Ecke Tränkestraße und Langestraße in Blankenburg. Er wurde am 1. April 1942 mit seiner Frau Johana und dem gemeinsamen Sohn Rolf ab Braunschweig in das Ghetto Warschau deportiert.                                                                                                  | Hier wohnte JACK CROHN Jg. 1865 deportiert 1942 Ghetto Warschau Schicksal unbekannt                                                 | Blankenburg (Harz), Tränkestr. 21 Ecke Lange Straße, Stolperstein Jack Crohn    | Blankenburg (Harz), Tränkestr. 21 Ecke Lange Straße, Stolpersteinlage |
| Tränkestr. 21 Ecke Lange Straße · | 8. Dez. 2019        | Johanna Crohn (1889–?) | Hier wohnte JOHANNA CROHN geb. Ber Jg. 1889 deportiert Schicksal unbekannt                                                          | Blankenburg (Harz), Tränkestr. 21 Ecke Lange Straße, Stolperstein Johanna Crohn | Blankenburg (Harz), Tränkestr. 21 Ecke Lange Straße, Stolpersteinlage |
| Tränkestr. 21 Ecke Lange Straße · | 8. Dez. 2019        | Rolf Crohn (?–?) | Hier wohnte ROLF CROHN deportiert Schicksal unbekannt                                                                               | Blankenburg (Harz), Tränkestr. 21 Ecke Lange Straße, Stolperstein Rolf Crohn    | Blankenburg (Harz), Tränkestr. 21 Ecke Lange Straße, Stolpersteinlage |